# Paddy Chayefsky

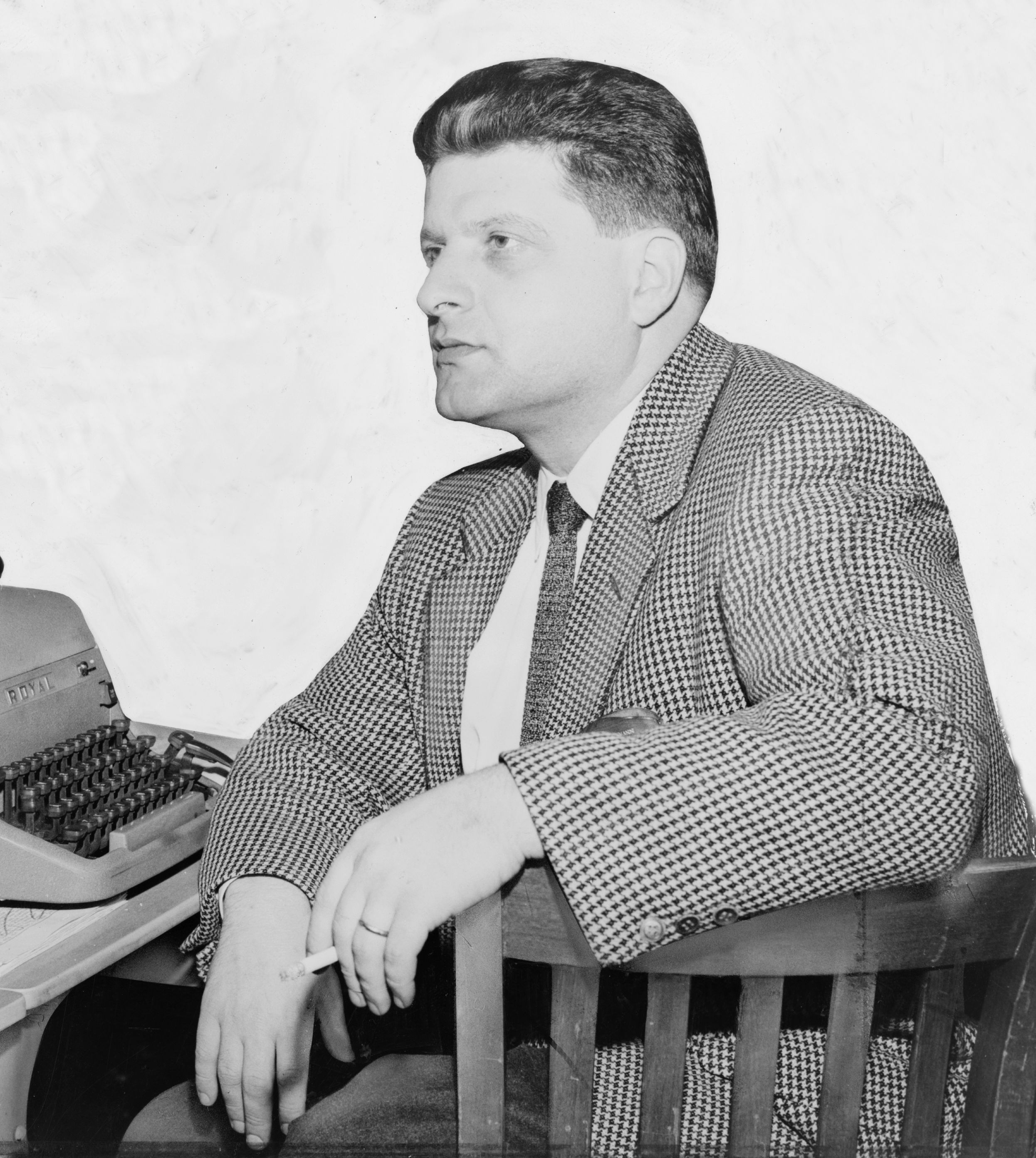
Paddy Chayefsky

Paddy Chayefsky (* 29. Januar 1923 in New York; † 1. August 1981 ebenda) war ein US-amerikanischer Autor und Komponist.

## Leben und Werk
Paddy Chayefsky schrieb vor allem für das Fernsehen und den Film, verfasste aber auch einige Bühnenwerke. Er dramatisierte vor allem das Milieu der sozialschwachen Juden New Yorks, wobei häufig eine besondere Akzentuierung religiöser Themen vornahm. Chayefsky steht in der literarischen Tradition von Clifford Odets und Arthur Miller, seine politische Burleske „The Passion of Joseph D.“ über Josef Stalin weist deutliche Bezüge zum Stile Bertolt Brechts auf.

## Auszeichnungen (Auswahl)
Chayefsky gewann einmal den Oscar in der Kategorie Bestes adaptiertes Drehbuch für Marty (1956) und zweimal den Oscar in der Kategorie Bestes Originaldrehbuch für Hospital (1972) und Network (1976). Diese beiden Kategorien zusammengenommen gelang dies außer ihm nur Woody Allen, Francis Ford Coppola, Charles Brackett und Billy Wilder. Allerdings ist Chayefsky der einzige von den vieren, der alle Preise solo, also ohne Co-Autoren gewann. Außerdem gewann er zwei Golden Globes und einen BAFTA-Award.

## Filmografie (Auswahl)
- 1945: The True Glory
- 1953: Marty
- 1955: Marty
- 1956: Mädchen ohne Mitgift (The catered affair)
- 1957: Die Junggesellenparty (The Bachelor Party)
- 1958: Die Göttin (The goddess)
- 1959: Mitten in der Nacht (Middle of the Night)
- 1964: Nur für Offiziere (The americanization of Emily)
- 1969: Westwärts zieht der Wind (Paint Your Wagon)
- 1971: Hospital (The Hospital)
- 1976: Network
- 1979: Der Höllentrip

## Verfilmungen
- 1981: Ein Zug nach Manhattan, Regie: Rolf von Sydow

## Bibliografie
Romane
- Altered States (1978)
  - Deutsch: Die Verwandlungen des Edward J. Übersetzt von Jochen Eggert. Kiepenheuer & Witsch, 1979, ISBN 3-462-01315-7.

Bühnenstücke
- No T.O. for Love (1945)
- Middle of the Night (1956)
  - Deutsch: Mitten in der Nacht : Eine Liebesgeschichte in 3 Akten (8 Bilder). Deutsche Bearbeitung von Curt von Wolowsky. Ahn & Simrock, Berlin und Wiesbaden 1956, DNB 571738281. Auch als: Mitten in der Nacht . Deutsche Bearbeitung von Eric Burger. TSV, GMV, WVA, Bühnenverlag, Wien & München 1973, DNB 841116776.
- The Tenth Man (1959)
  - Deutsch: Der zehnte Mann : Eine Legende in 3 Akten. Übersetzt von Eric Burger. Kiepenheuer & Witsch (Collection Theater #10), Köln und Berlin 1963, DNB 450771547.
- Gideon (1961)
  - Deutsch: Gideon : Stück in 2 Akten Übersetzt von Eric Burger. Sessler, [Wien, München] 1977, DNB 780161912.
- The Passion of Joseph D. (1964)
- The Latent Heterosexual (1967; auch als: The Accountant's Tale or The Case of the Latent Heterosexual)